# El Torito
La specifica El Torito è un'estensione della specifica ISO 9660. È stata progettata nel 1995 da IBM e Phoenix Technologies per permettere di eseguire il boot di un computer direttamente da CD-ROM.
Questa estensione permette ad un CD di emulare un hard disk o floppy disk.

## Etimologia
Il nome dello standard deriva dal nome del ristorante dove i progettisti hanno scritto la prima bozza della specifica. 

## Modalità di boot
Con questa specifica, un BIOS di una CPU IBM 32-bit può cercare il codice di avvio (boot code) in due modi diversi. O il boot code può essere direttamente eseguito dal CD (non emulato), o in modalità di emulazione, dove il boot code viene memorizzato in un file immagine di un floppy disk e
viene caricato dal BIOS come se si inserisse un reale floppy disk o hard disk (in realtà è virtuale).
Quest'ultima modalità è preferibile su computer datati prima del 1999, che sono vulnerabili al primo metodo poiché supportavano soltanto il boot dai floppy disk. Per i moderni computer, invece, è più usato il metodo non emulato, in modo da caricare il boot code direttamente dal CD (spesso con bootloader). 
Il BIOS assegnerà un numero al drive CD, a seconda del tipo di boot: 
- 80 emulazione hard disk
- 00 emulazione floppy disk
- un qualsiasi numero arbitrario se non si ha emulazione